# Bárányles

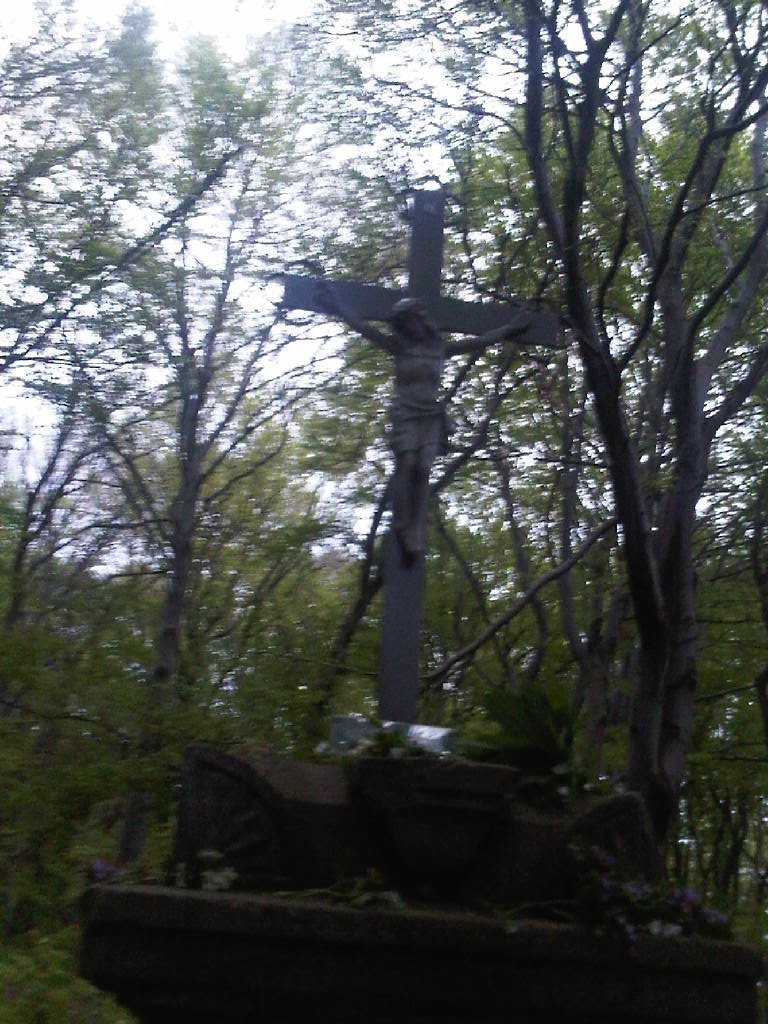
Thánh giá bárányles

Bárányles (trong tiếng Hungary có nghĩa là "lễ cầu nguyện của người hiền lành") là một phong tục truyền thống của làng Hosszúhetény ở gần núi Zengő, phía nam Hungary. Hàng năm, người dân địa phương tổ chức một cuộc hành hương ban đêm vào Chủ nhật Phục sinh, trong đó chỉ nam giới mới được tham gia.
Cuộc hành hương sẽ bắt đầu từ chân núi Zengő đến một cây thánh giá  được người dân địa phương gọi là "Bocz-kereszt" (tiếng Hungary: kereszt). Những người tham gia sẽ phải tới được cây thánh giá này trước bình minh. Sau khi tới nơi, họ sẽ tổ chức uống rượu và nói chuyện bên đống lửa. Khi bình minh xuất hiện, họ vây quanh thánh giá và cầu nguyện để chào đón sự xuất hiện của ánh sáng ban ngày từ Chúa Giê-su.

## Truyền thuyết
Có rất nhiều câu chuyện giải thích cho truyền thống này.
Theo như một truyền thuyết của địa phương Hosszúhetény, cách đây hơn 200 năm trước, một người nông dân ở Györe tên là Bocz đã đi hàng trăm cây số, vượt qua dãy núi Mecsek hiểm trở để thăm tình yêu của mình ở Hosszúhetény. Tuy nhiên trong một cơn bão tuyết, anh ta đã bị lạc đường. Khi thấy anh ta gần chết cóng, Chúa Giê-su đã giả dạng một người nông dân và chỉ cho anh ta đường xuống núi. Để tỏ lòng biết ơn, gia đình Bocz đã dựng một cây thánh giá ở đó và từ đó người dân địa phương đến thăm nơi này hàng năm để tưởng nhớ lại điều kì diệu này.
Theo nghiên cứu của các nhà sử học cho thấy, cây thánh giá được dựng lên muộn hơn nhiều so với thuyền thuyết ở Hosszúhetény. Người dân kể lại rằng, vào năm 1876, người con gái nhỏ của một người thợ xay ở làng Püspökszentlászló đã may mắn thoát khỏi trận lũ quét. Để tỏ lòng biết ơn Chúa, ông đã dựng lên cây thánh bên dưới chân núi Mecsek.
Theo thời gian, cây thánh giá trở nễn xuống cấp và nó đã được tu sửa lại vào năm 1918 bởi người cháu của Bocz và vợ anh ta. Trong Chiến tranh Thế giới thứ nhất, có một người cựu chiến binh may mắn an toàn trở về quê hương sau nhiều trận chiến. Để cảm tạ chúa, cựu chiến binh này bắt đầu truyền thống viếng thăm cây thánh giá hàng năm. Truyền thống này đã được lưu giữ bởi những người sống sót sau Chiến tranh Thế giới thứ II và sau đó tới con cháu của họ.